# Olivia de Lamberterie
Pour les articles homonymes, voir Lamberterie.
Olivia de Lamberterie, née le 15 juin 1966, est une journaliste et critique littéraire française. Rédactrice en chef adjointe au magazine Elle depuis 2012, elle est aussi responsable du service Livres et chroniqueuse depuis 2005 dans l'émission Télématin sur France 2. Elle participe également à l'émission radiophonique Le Masque et la Plume sur France Inter.

## Biographie

### Famille
Olivia de Lamberterie est la fille de François de Lamberterie, courtier en assurances, et de Danielle Missoffe, femme au foyer, originaire du village de La Chapelle-Montmoreau en Dordogne[réf. nécessaire]. Elle a deux sœurs et un frère, Alexandre de Lamberterie (1969-2015), qui sera le sujet de son premier livre Avec toutes mes sympathies paru en 2018,. Elle a un fils, Basile, avec Gilles de Bure et deux avec le designer Jean-Marc Piaton, l'ex-mari de l'actrice Charlotte de Turckheim.

### Carrière
Olivia de Lamberterie fait des études de lettres, écrit des articles pour Le Matin de Paris, avant de rentrer, en 1992, au magazine Elle pour écrire des chroniques littéraires. Elle en devient cheffe du service littéraire en 2001. À partir de 2002 et jusqu'en décembre 2023, elle intervient régulièrement dans la tribune « livres » de l'émission Le Masque et la Plume de France Inter.
Entre 2006 et 2008, Olivia de Lamberterie collabore en tant que chroniqueuse littéraire à l’émission Le Bateau livre, animée par Frédéric Ferney sur France 5. Plusieurs fois jurée dans des concours littéraires, elle fait partie du jury du Prix du Cercle littéraire en avril 2011 et du jury du Prix France Télévisions 2011.
Depuis fin août 2011, elle est chroniqueuse dans l'émission Il n'y en a pas deux comme Elle sur Europe 1. Sur France 2, elle présente tous les vendredis la rubrique « Mots » dans Télématin depuis mars 2005.
Le 20 janvier 2012, elle devient rédactrice en chef adjointe du magazine Elle.

## Publication
- Avec toutes mes sympathies, Éditions Stock, coll. « La Bleue », 2018, 253 p.  (ISBN 978-2-234-08580-0) — prix Renaudot de l'essai 2018[7] et prix Montyon de l'Académie française 2019[8].
- Comment font les gens ?, Éditions Stock, 2022, 280 p. (ISBN 9782234088351, présentation en ligne).

## Distinction
En 2014, Olivia de Lamberterie reçoit le prix Hennessy du journalisme littéraire.